# Syllis limbata
Syllis limbata är en ringmaskart som beskrevs av Grube 1880. Syllis limbata ingår i släktet Syllis och familjen Syllidae. Inga underarter finns listade i Catalogue of Life.